# Tabibito
«Tabibito» (旅人?) es el sencillo debut de Satomi Takasugi, lanzado al mercado el día 6 de junio del año 2007 bajo el sello rhythm zone.

## Detalles
El trabajo debut de la joven cantante y ex gravure idol Satomi Takasugi como solista. La traducción al título correcta es "Viajero", al combinar los kanjis de 旅 (Tabi, Viaje) y 人 (Hito, persona). El tema fue escogido para ser el tema principal de la película Saiyūki (西遊記), inspirada en el cuento chino del Viaje al Oeste. Fue lanzado en formatos CD y CD+DVD, y las primeras ediciones de las dos versiones contenían material extra tanto en el disco de audio como el material audiovisual. El J-Pop presente en "Tabibito" tiene fuertes influencias de la música tradicional de oriente, algo ya poco común en la música moderna prefabricada, e incluso no tiene mucho que ver con algo urbano, como se pensó cuando fue anunciado que Satomi sería parte de rhythm zone, donde la mayoría de los artistas realizan música como el R&B. El lado b del sencillo, "Veranda no Hana" (La Flor de la Baranda), es una balada con toques acústicos.
El sencillo contó con gran promoción por parte de su sello discográfico, que tenía grandes expectativas para que se convirtiera en un éxito. Finalmente, la semana de su debut debutó en el Top 10 de las listas de sencillos semanal de Oricon, con más de doce mil copias vendidas.

## Canciones

### CD
1. «Tabibito» (旅人?)
2. «Veranda no Hana» (ベランダの花?)
3. «Tabibito» (旅人?) -Instrumental-
4. «Veranda no Hana» (ベランダの花?) -Instrumental-
Para primeras ediciones:
5. «Tabibito» (旅人?) -Town Mix-

### DVD
1. «Tabibito» (旅人?) -Music Video-
2. Eiga "Saiyūki" Yokokuhen (映画「西遊記」予告編 Preview de Película "Saiyūki"?)
Para primeras ediciones:
3. Eiga "Saiyūki" Promotion Yō "Tabibito" Eizō (映画「西遊記」プロモーション用「旅人」映像 Uso promocional "Tabibito" para película "Saiyūki"?)
4. Making of "Tabibito" Eizō (Making of 「旅人」映像 Imagen Making of "Tabibito"?)

- Datos: Q9081385